# 人民交通出版社
人民交通出版社（英語：China Communications Press），全称人民交通出版传媒管理有限公司，简称交通社、交通出版社，是中华人民共和国的一家主打交通方面书籍的出版社，是中华人民共和国交通运输部的直属企业单位，位于北京市朝阳区安定门外外馆斜街3号，為中国大陆最大的交通教育教材出版基地和最大的交通地图提供商。
人民交通出版社累计出版各类图书、教材、规范近3.6万种，累计发行量达3.4亿册。其主要出书范围包括有出版水运、公路、汽车等方面的交通科技图书，交通系统的教材；交通部部颁标准、规范及文件汇编、交通史、交通志等图书。目前，该社正拓展综合交通运输、轨道、隧道与地下工程、民航、邮政、先进装备制造、新能源汽车、交通运输文化等领域。教材方面，交通社出版有交通类学科中7个门类、20多个专业在内的教材近1000种，包括高校、中等学校、技校、电视中专、工人培训教材等。公路、汽车、水运方面的教材目前為中國大陸影响最大、发行量最多的出版社。

## 概述
1952年，中华人民共和国第一个五年计划实施在即，为适应交通运输事业的发展，时任中央人民政府交通部副部长王首道发出倡议：以交通部办公厅编译室为基础，成立一家专业出版社。中央很快批复同意，于是在1952年12月8日，人民交通出版社成立。同日，交通社第一本图书《一列式拖驳运输法》出版。该出版社的上级领导机关是中央人民政府交通部、中央人民政府出版总署。出版社的主要任务是出版交通部主管的水运、公路及汽车运输等方面的专业科技图书和科技期刊。建社初期，出版《水运》、《公路》等期刊，1958年后专门出版图书。20世纪50年代，该社主要是译介外版著作、编辑出版杂志。1954年2月1日，撤销部办公厅编印室，人民交通出版社实行企业经营。1954年9月中华人民共和国交通部成立后，出版社仍隶属于交通部。1955年，出版社实行公私合营。1959年1月，由公私合营慈成印刷工厂和交通部办公厅印刷所合并而成的“人民交通出版社印刷厂”正式成立。
文化大革命期间，1969年5月，出版社职工下放劳动，各项工作都陷入停顿，业务基本停止。1972年2月1日因，交通、铁道、邮电三部合并，人民交通出版社一度与人民铁道出版社合并，仍为人民交通出版社。70年代初，业务逐步复苏。1973年11月22日，向联合国提供精品图书，交通社出版图书走出国门。1975年，交通、铁道两社重新分属办公。1983年1月24日，人民交通出版社被明确为局级事业单位，实行企业化管理、工资总额与经济效益挂钩，成为第一家实行“事业单位企业化管理”的中央国家机关部属出版社。之后，人民交通出版社新疆分社、驻深圳办事处陆续成立。
进入21世纪后，出版社陆续拓展业务。2001年，被教育部列入“中等职业教育国家规划教材出版基地”。2004年3月12日，交通宾馆正式划转出版社，出版社于4月底整体搬迁至交通宾馆1号楼办公，出版社开展宾馆服务。7月，“人民交通音像电子出版社”被批准设立。2007年6月和2012年1月，陆续取得甲级测绘资质和《互联网地图服务甲级测绘资质》证书。2009年，人民交通出版社获得国家一级出版社等级资质和“全国百佳图书出版单位”称号。数字出版业务则始于2006年，当时采用与技术服务商合作的模式开展电子书业务，2010年以后开始主动建设，并确立数字出版业务与纸质出版业务相同的地位。2014年4月，获得由国家新闻出版广电总局颁发的《互联网出版许可证》。
2014年6月18日，人民交通出版社股份有限公司正式揭牌。该公司由人民交通出版社作为主发起人，联合中国科技产业投资管理有限公司共同发起，经国家部门批准设立。人民交通出版社成为中央各部门各单位首家完成股份制改造的单体出版社。2018年3月，财政部、中宣部印发《中央文化企业公司制改制工作实施方案》，要求财政部代表国务院履行出资人职责的中央文化企业，要在2018年底前全部改制为有限责任公司。交通社是唯一一家被财政部指定的公司制改制试点单位。11月26日，人民交通出版社取得新的营业执照，更名为人民交通出版传媒管理有限公司，成为由全民所有制企业改制为国有独资公司的中央文化企业。根据天眼查数据，人民交通出版传媒管理有限公司为有限责任公司（国有独资），国务院为唯一股东。该公司控股人民交通出版社股份有限公司，控股比例达98.32%。后者为股份有限公司（非上市、国有控股）。

## 出版书目
人民交通出版社累计出版各类图书、教材、规范近3.6万种，累计发行量达3.4亿册。其主要出书范围包括有出版水运、公路、汽车等方面的交通科技图书，交通系统的教材；交通部部颁标准、规范及文件汇编、交通史、交通志等图书。目前，该社正拓展综合交通运输、轨道、隧道与地下工程、民航、邮政、先进装备制造、新能源汽车、交通运输文化等领域。教材方面，交通社出版有交通类学科中7个门类、20多个专业在内的教材近1000种，包括高校、中等学校、技校、电视中专、工人培训教材等。公路、汽车、水运方面的教材在全国影响最大、发行量最多。

## 探索发展
交通社除出版图书外，还探索其他方面的业务，促进传统出版业的转型升级。数字出版方面，这一业务始于在智能航海方面，自2016年以来先后发布“船岸系统——航警及海图改正子系统”和“船岸系统——航行子系统”，并开发船端培训产品。此外，交通社还拓展探索期刊、按需印刷与数字印刷、开设书吧等业务。为深挖行业资源，交通社与省级交通运输主管部门、科研院所院校等33家单位签订战略合作协议，如与浙江省交通运输厅合作出版《浙江交通》等书籍，与中国公路学会合作出版《中国高速公路服务区地图集》、共享地图数据库等。
传播媒体方面，探索纪录片、电影的制作，纪录片《中国港口》于2014年11月在宁波开机，于2016年在中央电视台播出，于2018年8月下旬开始拍摄制作五集纪录片《中国灯塔》。交通社与交通运输部救助打捞局、中央电视台共同合作拍摄了救捞题材电视剧《碧海雄心》，并于2017年在山东卫视播出。交通社参与制作的电影《紧急救援》是首部海上救援题材的华语影片，原定于2020年1月25日（大年初一）上映，受2019冠状病毒病疫情影响撤档。

## 事件
2013年11月，中央电视台财经频道《经济半小时》栏目播出《疯狂的盗版》专题节目，其中贵州和河南的多所驾校向学员提供印制粗糙的盗版教材，包括人民交通出版社2013年出版的图书《安全驾驶从这里开始》。人民交通出版社表示，将主动跟进，联合各省“扫黄打非”办公室开展打击盗版工作。